# Овсиенко, Андрей Евтихиевич
Овсиенко Андрей Евтихиевич (4 октября 1896, Ольгинка, Донецкая область — 25 июня 1948, Львов) — советский военный, командир 53-й стрелковой дивизии 7-й гвардейской армии, генерал-майор (1944).

## Биография
Родился 4 октября 1896 в селе Ольгинка Волновахского района Донецкой области.
В 1914—1917 годах в рядах Российской императорской армии. В 1915 году окончил учебную команду при штабе 127-й пехотной дивизии, участвовал в Первой мировой войне. Унтер-офицер.
С сентября 1917 по май 1918 — в Красной гвардии. В 1919—1924 годах — в Красной армии. Участник Гражданской войны в России. Учился на Высших тактико-стрелковых курсах командного состава РККА, однако не закончил их. В 1924 году демобилизован.
Занимал должности начальника милиции в городах Днепропетровск и Проскуров, был председателем облисполкома в городе Ура-Тюбе, работал директором Дунаевецкой суконной фабрики, директором Днепродзержинского коксохимического завода № 24, директором Бердянского комбината, заместителем директора Сумской суконной фабрики.
На начало Великой Отечественной войны занимал должность начальника отдела боевой подготовки Осоавиахима в городе Станислав. Добровольцем вступил в Красную армию, назначен начальником штаба батальона 150-й стрелковой дивизии 9-й армии Южного фронта. Впоследствии занимал должности начальника 2-го отделения штаба дивизии, начальника штаба дивизии, а с ноября 1941 года — командир 764-го стрелкового полка 150-й стрелковой дивизии.
С марта 1942 года — подполковник, начальник штаба 15-й гвардейской стрелковой дивизии, а с августа по сентябрь 1942 года — командир 15-й гвардейской стрелковой дивизии.
Участвовал в приграничных сражениях, оборонительных боях на реках Днестр и Южный Буг, Ростовской, Изюм-Барвенковской и Барвенково-Лозовской операциях. Во время Сталинградской битвы был ранен, лечился в госпитале.
В апреле 1943 года назначен командиром 53-й стрелковой дивизии 1-й гвардейской армии Юго-Западного фронта. С сентября 1943 года дивизия действовала в составе 7-й гвардейской армии Степного и 2-го Украинского фронта. Участвовал в боях за освобождение Новоукраинки.
С 29 апреля 1944 года — на лечении. В июне того же года назначен исполняющим обязанности командира 21-й запасной стрелковой дивизии Киевского ВО.
В октябре 1945 года снят с должности и зачислен в распоряжение наркома обороны СССР. Был арестован 19 января 1946 года. Ему были предъявлены обвинения в «злоупотреблении служебным положением», «сомнениях в законности ареста Постышева» и резкие слова в адрес Кагановича, касающиеся времени Великой Отечественной войны и халатности перемещения его части на передовой. Приговором Военной коллегии Верховного суда СССР от 14 июня 1946 года был осуждён по ст. 58-10 УК РСФСР («Пропаганда или агитация, содержащие призыв к свержению, подрыву или ослаблению Советской власти или к совершению отдельных контрреволюционных преступлений») к 3 годам исправительно-трудовых лагерей без поражения в правах и без конфискации имущества. Согласно указу Президиума Верховного Совета СССР от 7 июля 1945 года об объявлении амнистии в честь Победы в Великой Отечественной войны был амнистирован и освобождён в зале суда. В августе 1946 года уволен из Вооружённых Сил в запас.
25 июня 1948 года убит, согласно заявлению женщины[какой?], «украинскими националистами». Похоронен во Львове на Лычаковском кладбище.

## Награды
- Орден Красного Знамени;
- Два ордена Суворова 2-й степени;
- Медали.